# Di Tre Volte
 'Di Tre Volte' es un cultivar de higuera de tipo higo común Ficus carica trífera (produce cada temporada tres cosechas de fruta), de higos color verde ligero a amarillo dorado. Se cultiva principalmente en huertos y jardines particulares del interior de Italia, zonas centro y sur.

## Sinonimia
- „Natalino“,.[4][5]
- „Pasquale“,[6]
- „Vernino“,
- „Verino“,

## Historia
El origen y la identidad de esta higuera lamentablemente no se conocen. Oriunda de Toscana (Italia), 'Di Tre Volte' es una higuera trífera, es decir que produce tres cosechas durante el año, brevas, higos de otoño y "cimaruoli" (estos maduran a partir de octubre hasta diciembre, cuando las hojas ya han caído). Los higos de otoño son muy tempranos en Toscana y maduran desde fines de julio hasta finales de septiembre.

## Características
'Di Tre Volte' es una higuera del tipo higo común trífera, es decir de tres cosechas: “fioroni” (brevas) a partir de finales de mayo hasta mediados de julio, “forniti” (higos de otoño) desde finales de julio a final de septiembre, y “cimaruoli” desde octubre hasta finales de noviembre, incluso en diciembre. Es una variedad autofértil que no necesita otras higueras para ser polinizada.
Esta variedad de higo cultivado en zonas favorables del centro y sur de Italia, es una de las muy pocas variedades que produce cosecha tres veces al año. Las brevas son de forma globosa con la piel amarilla perlada, de buen tamaño, pero producido en cantidades reducidas; la pulpa es rosada y sabe bien. El higo, a cambio de más abundante, su tamaño es medio-grande, de forma esférica aplanada; con piel verde-amarilla clara y pulpa rosada, fina, delicada, excelente. El "cimaruoli" se recoge hasta noviembre e incluso en diciembre.
Desgraciadamente, esta variedad es poco resistente a las condiciones de frío y humedad. La madera de esta variedad es muy sensible al frío, y a la humedad, siendo con estas circunstancias muy propenso a caer enfermo. En condiciones adversas debemos aceptar perder de 4 a 5 años de crecimiento sin poder hacer nada. Además, los higos del otoño tienen un ostiolo muy grande, por lo que no son resistentes a la intemperie, así como una tendencia natural a desarrollar la putrefacción alrededor de este ojo. La fruta puede reventar incluso en la estación seca.
Finalmente, el pedúnculo no es lo suficientemente fuerte como para soportar el peso de la fruta, lo que puede causar la caída de este último.

## Cultivo
'Di Tre Volte' se adapta particularmente bien a las regiones cálidas y secas del centro-sur de Italia, generalmente en huertos y jardines particulares. La higuera crece bien en suelos secos, fértiles y ligeramente calcáreos, en regiones cálidas y soleadas. La higuera no es muy exigente y se adapta a cualquier tipo de suelo, pero su crecimiento es óptimo en suelos livianos, más bien arenosos, profundos y fértiles. Aunque prefiere los suelos calcáreos, se adapta muy bien en suelos ácidos.